# Llista de monuments de Vallcebre
Llista de monuments de Vallcebre inclosos en l'Inventari del Patrimoni Arquitectònic Català per al municipi de Vallcebre (Berguedà). Inclou els inscrits en el Registre de Béns Culturals d'Interès Nacional (BCIN) amb la classificació de monuments històrics, els Béns Culturals d'Interès Local (BCIL) de caràcter immoble i la resta de béns arquitectònics integrants del patrimoni cultural català.
| Monument                                                         | Protecció    | Estil/època                      | Localització                                                                       | Coordenades                                          | Codi?         | Imatge |
| ---------------------------------------------------------------- | ------------ | -------------------------------- | ---------------------------------------------------------------------------------- | ---------------------------------------------------- | ------------- | --- |
| Castell de la Grallera, de Grayera o de Prat                     | BCIN 1709-MH |                                  | Vallcebre Els Hostalets, a prop del camí que anava a Maçaners                      | 42° 12′ 12″ N, 1° 49′ 03″ E / 42.203248°N,1.817518°E | RI-51-0005753 | Carregueu una nova foto d'aquest monument                                                                                      |
| Molí de Vallcebre                                                |              | Obra popular XVIII               | Vallcebre La Foradada, camí al molí seguint el torrent de Coma Arnau               | 42° 12′ 43″ N, 1° 49′ 37″ E / 42.212004°N,1.826929°E | IPA-3698      | Carregueu una nova foto d'aquest monument                                                                                      |
| Església de Sant Julià de Fréixens, o de Sant Julià de Vallcebre | BCIL 2010    | Romànic, obra popular XII, XVIII | Vallcebre Ctra. Guardiola-Saldes, km 6, poc abans de Maçaners                      | 42° 13′ 22″ N, 1° 49′ 31″ E / 42.222758°N,1.82524°E  | IPA-3699      | Església de Sant Julià de Fréixens (Vallcebre) · Vegeu més fotos d'aquest monument · Carregueu una nova foto d'aquest monument |
| Antiga església parroquial de Santa Maria                        |              | Obra popular                     | Vallcebre Pl. de Santa Maria (enderrocada)                                         | 42° 12′ 14″ N, 1° 49′ 06″ E / 42.204014°N,1.818460°E | IPA-3700      | Carregueu una nova foto d'aquest monument                                                                                      |
| Cal Tutor                                                        |              | Obra popular XVII                | Vallcebre                                                                          | 42° 12′ 14″ N, 1° 48′ 44″ E / 42.203811°N,1.812230°E | IPA-3701      | Carregueu una nova foto d'aquest monument                                                                                      |
| Cal Costa                                                        |              | Obra popular XVII                | Vallcebre C. Major, prop de l'església parroquial de Santa Maria                   | 42° 12′ 20″ N, 1° 49′ 02″ E / 42.205556°N,1.817249°E | IPA-3702      | Carregueu una nova foto d'aquest monument                                                                                      |
| Cal Nai                                                          |              | Obra popular XVII                | Vallcebre Camí a Cal Tutor                                                         | 42° 12′ 20″ N, 1° 48′ 56″ E / 42.205601°N,1.815528°E | IPA-3703      | Carregueu una nova foto d'aquest monument                                                                                      |
| Cal Batlló                                                       |              | Obra popular XVII-XVIII          | Vallcebre Camí a Cal Tutor                                                         | 42° 12′ 25″ N, 1° 48′ 54″ E / 42.206991°N,1.814945°E | IPA-3704      | Carregueu una nova foto d'aquest monument                                                                                      |
| Cal Soler                                                        |              | Obra popular XVII-XVIII          | Vallcebre Ctra. Guardiola-Saldes, km 6, els Hostalets                              | 42° 13′ 17″ N, 1° 49′ 29″ E / 42.221321°N,1.824685°E | IPA-3705      | Carregueu una nova foto d'aquest monument                                                                                      |
| Masia els Hostalets                                              |              | Obra popular XVIII Final         | Vallcebre Ctra. Guardiola-Vallcebre, km 3,5; pista mà dreta fins al Saldes         | 42° 13′ 13″ N, 1° 50′ 04″ E / 42.220223°N,1.834556°E | IPA-3706      | Carregueu una nova foto d'aquest monument                                                                                      |
| Molí de Boixons                                                  |              | Obra popular XVII-XVIII          | Vallcebre Els Hostalets                                                            | 42° 13′ 05″ N, 1° 49′ 58″ E / 42.218126°N,1.832886°E | IPA-3707      | Carregueu una nova foto d'aquest monument                                                                                      |
| Cal Coix                                                         |              | Obra popular XVIII               | Vallcebre Els Hostalets                                                            | 42° 13′ 19″ N, 1° 49′ 56″ E / 42.221928°N,1.832137°E | IPA-3708      | Carregueu una nova foto d'aquest monument                                                                                      |
| Cal Solà                                                         |              | Obra popular XVII-XVIII          | Vallcebre Ctra. Guardiola-Saldes, km 7,2; pista a mà dreta, Sant Julià de Fréixens | 42° 13′ 44″ N, 1° 48′ 31″ E / 42.228953°N,1.80856°E  | IPA-3709      | Carregueu una nova foto d'aquest monument                                                                                      |
| Cal Blanc                                                        |              | Obra popular XVII-XVIII          | Vallcebre Ctra. Guardiola-Saldes, km 7, Sant Julià de Fréixens                     | 42° 13′ 35″ N, 1° 48′ 02″ E / 42.226258°N,1.800577°E | IPA-3710      | Carregueu una nova foto d'aquest monument                                                                                      |
| Mas el Pla                                                       |              | Obra popular XVII                | Vallcebre Belians                                                                  | 42° 11′ 54″ N, 1° 48′ 51″ E / 42.198391°N,1.814185°E | IPA-3711      | Carregueu una nova foto d'aquest monument                                                                                      |
| Cal Pau                                                          |              | Obra popular XVII-XVIII          | Vallcebre Camí al Portet                                                           | 42° 11′ 59″ N, 1° 49′ 35″ E / 42.199804°N,1.826307°E | IPA-3712      | Carregueu una nova foto d'aquest monument                                                                                      |
| Capella de la Mare de Déu de Núria                               |              | Obra popular XVIII               | Vallcebre Cal Pau                                                                  | 42° 11′ 57″ N, 1° 49′ 36″ E / 42.199221°N,1.826536°E | IPA-3713      | Carregueu una nova foto d'aquest monument                                                                                      |
| Cal Curi                                                         |              | Obra popular XVII-XVIII          | Vallcebre El Portet, prop de la capella de Sant Ramon                              | 42° 11′ 56″ N, 1° 50′ 17″ E / 42.198770°N,1.838014°E | IPA-3714      | Carregueu una nova foto d'aquest monument                                                                                      |
| Capella de Sant Ramon del Portet                                 | BCIL 2010    | Obra popular XVIII               | Vallcebre El Portet                                                                | 42° 12′ 01″ N, 1° 50′ 20″ E / 42.200237°N,1.838751°E | IPA-3715      | Carregueu una nova foto d'aquest monument                                                                                      |
| Cal Corrent                                                      |              | Obra popular XVII-XVIII          | Vallcebre Pista forestal de Vallcebre al Pla i Cal Corrent                         | 42° 11′ 52″ N, 1° 48′ 44″ E / 42.197857°N,1.812196°E | IPA-3716      | Carregueu una nova foto d'aquest monument                                                                                      |
| Cal Sastre                                                       |              | Obra popular XVII, XX            | Vallcebre                                                                          | 42° 12′ 25″ N, 1° 48′ 57″ E / 42.207054°N,1.815816°E | IPA-3717      | Carregueu una nova foto d'aquest monument                                                                                      |
| Cal Morera                                                       |              | Obra popular XVIII               | Vallcebre                                                                          | 42° 12′ 13″ N, 1° 48′ 49″ E / 42.20351°N,1.813617°E  | IPA-3718      | Carregueu una nova foto d'aquest monument                                                                                      |
| Cal Dens                                                         |              | Obra popular XVIII, XX           | Vallcebre Belians                                                                  | 42° 11′ 58″ N, 1° 48′ 49″ E / 42.199430°N,1.813657°E | IPA-3719      | Carregueu una nova foto d'aquest monument                                                                                      |
| Ermita de Santa Magdalena del Boixader                           | BCIL 2010    | Obra popular XVII                | Vallcebre                                                                          | 42° 11′ 15″ N, 1° 49′ 12″ E / 42.187626°N,1.819981°E | IPA-39992     | Carregueu una nova foto d'aquest monument                                                                                      |
| Església de Santa Maria de Vallcebre                             |              | Obra popular XXI (2000)          | Vallcebre Ctra. de Vallcebre - pl. de l'Església                                   | 42° 12′ 16″ N, 1° 49′ 06″ E / 42.204342°N,1.818386°E | IPA-40004     | Església de Santa Maria de Vallcebre · Vegeu més fotos d'aquest monument · Carregueu una nova foto d'aquest monument           |
| Túnel de l'antic telefèric del collet de Vallcebre               | BCIL 2014    | Obra popular XX                  | Vallcebre Mirador de Vallcebre, l'Esdavella                                        | 42° 12′ 03″ N, 1° 48′ 19″ E / 42.200894°N,1.805247°E | IPA-42305     | Carregueu una nova foto d'aquest monument                                                                                      |
| Campanar de Santa Maria de Vallcebre                             | BCIL 2014    |                                  | Vallcebre Pl. Església                                                             | 42° 12′ 14″ N, 1° 49′ 06″ E / 42.204014°N,1.818460°E | IPA-42306     | Campanar de Santa Maria de Vallcebre · Vegeu més fotos d'aquest monument · Carregueu una nova foto d'aquest monument           |